# Tribu (ethnologie)
Pour les articles homonymes, voir Tribu.

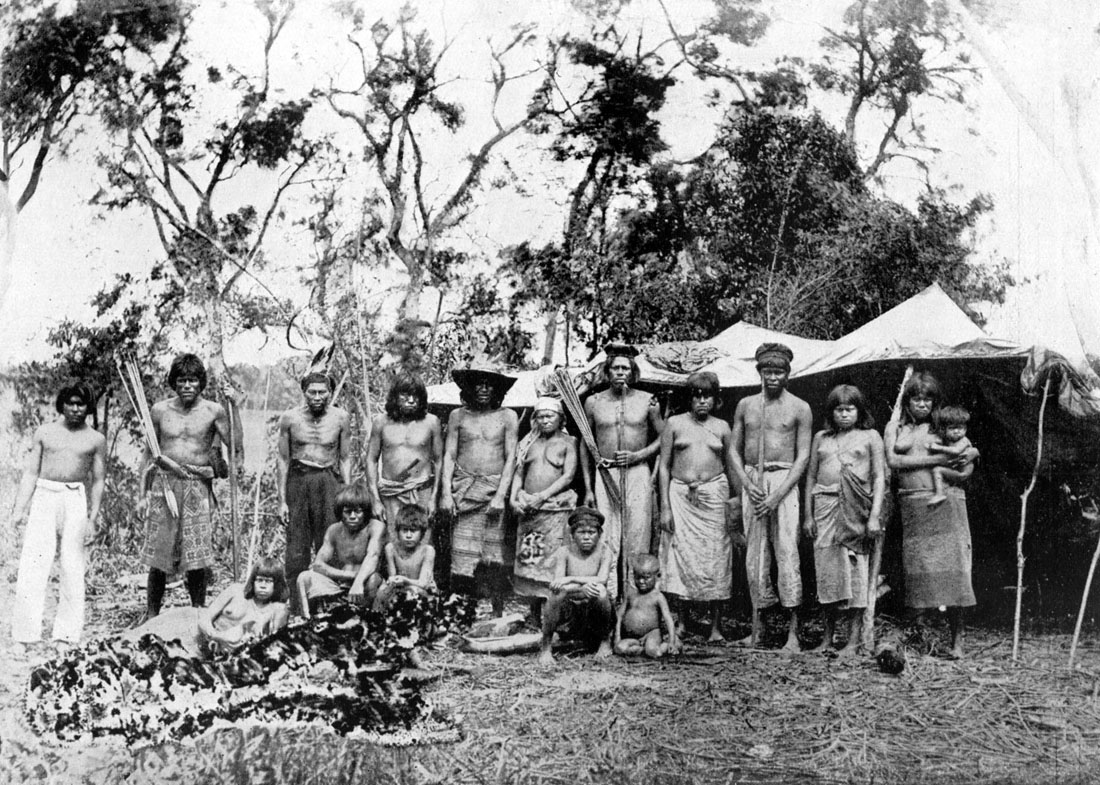
Photographie d'une tribu des fleuves Paraguayens.

D'un point de vue historique, une tribu consiste en une formation sociale dont le mode d'accès aux ressources naturelles est mobile, dépendant des flux migratoires des troupeaux d'herbivores. Ce type d'organisation, dite tribale, préexiste à la formation administrative de type village ou chefferie, qui tend quant à elle à la notion de sédentarisation et de gestion des ressources naturelles locales consommées ou échangées selon différentes portées géographiques liées au niveau de développement des relations commerciales, des nécessités matérielles ou encore à l'appréhension écologique des capacités territoriales de ses habitants à pouvoir se fournir en ressources issues de la nature de génération en génération.
Certains ethnologues utilisent ce mot pour désigner les sociétés organisées sur la base des liens de parenté, spécialement des familles ayant une même ascendance. Ainsi, plusieurs clans familiaux vivant sur un même territoire peuvent configurer une tribu, et plusieurs tribus une ethnie. Une confusion fait parfois désigner l'ethnie elle-même comme « tribu », non sans une connotation péjorative.
Dans certains pays comme les États-Unis, le Canada, l'Australie ou l'Inde, les peuples autochtones disposant d'une reconnaissance légale sont appelés tribus. Les gouvernements des tribus peuvent être un chef de tribu ou une sorte de conseil de tribu, qui représente la tribu et est généralement composé de personnes âgées et sages. Au Canada, le terme « premières nations » est préféré à « tribu ».

## Étymologie
Selon l'anthropologue Maurice Godelier, « [...] le mot tribu dérive du mot tribus qui appartient au latin. Les deux mots sont à rapprocher du sanskrit : jāti qui signifie naissance. Dans l'Antiquité les principales langues indo-européennes désignent l'appartenance à une même naissance comme le fondement de groupes sociaux qu’aujourd’hui nous appelons clans, lignages, maisons, etc. Ces groupes sont des ensembles d'hommes et de femmes de toutes les générations qui se considèrent comme apparentés et solidaires du fait qu'ils affirment descendre d'un ancêtre commun soit par les hommes, soit par les femmes. [...] ».

## Critères
Premier critère : une intégration simple, une organisation archaïque. La notion de tribu est considérablement débattue chez les ethnologues : ceux-ci voient des différences entre la conception historique « la tribu avant l'État » et la conception contemporaine ; certains de ces débats reflètent une controverse autour du colonialisme. Les anthropologues évolutionnistes (dès Morgan) établissent une succession en cinq stades de l'organisation socio-politique : famille, bande, tribu, chefferie, État. Dans l'imagination populaire, les tribus reflètent un mode de vie prétendument plus « naturel » que l'État moderne. Certains croient que les tribus sont organisées selon des liens de parenté, et ont une idéologie sociale basée sur la solidarité.
Dans son livre The Notion of the Tribe, Morton Fried montre de nombreux exemples de membres de tribus qui parlent différentes langues et pratiquent différents rituels ou partagent des langues et pratiques venant d'autres tribus. Il montre aussi différents exemples de tribus qui suivent différents leaders politiques. Il conclut que les tribus en général sont caractérisées par une hétérogénéité de pensée.
Les archéologues continuent à explorer le développement des tribus pré-étatiques. Les recherches montrent que les structures tribales ont un type d'adaptation selon les situations, « [...] qui explique qu'elles soient aujourd'hui toujours présentes et actives dans de nombreuses régions du monde. [...] ».
Autre critère : la taille. « Le terme "ethnie" désigne un ensemble linguistique, culturel et territorial d'une certaine taille, le terme de 'tribu' étant généralement réservé à des groupes de plus faible dimension » (Anne-Christine Taylor), bien que la différence entre les deux notions soit structurelle : une ethnie peut, ou non, être constituée de plusieurs tribus.
Autre critère : le territoire. « Tribu : groupe homogène et autonome au point de vue politique et social et occupant un territoire qui lui est propre... Une tribu est composée de groupes plus réduits, tels que des clans, et elle peut [comme les Zuñis] s'associer, temporairement ou en permanence, avec d'autres tribus pour former une confédération à des fins militaires ou religieuses, confédération qui ne possède presque jamais un système centralisé d'autorité politique ou judiciaire » (Michel Panoff et Michel Perrin). « Pour un petit groupe habitant une île du Pacifique, la tribu égale le groupe local ; ou, parmi les tribus amérindiennes, l'unité tribale peut coïncider avec le groupe politique » (S. F. Nadel), mais cela ne vaut pas pour des tribus plus larges, sans unité territoriale, politique, linguistique ou culturelle.
Autre critère, extensif : la culture. « Une tribu ou un peuple est un groupe dont les membres proclament leur unité sur la base de la conception qu'ils se font de leur culture commune spécifique ».
La notion de « tribu » se distingue donc des notions de famille (fondée sur le mariage), bande (à faible effectif, sans direction politique formelle et sans spécialisation), clan (revendiquant un même ancêtre), ethnie, chefferie (centrée sur un chef, un roi, un prêtre, un prêtre-roi, ou sur une famille ; par exemple, les Mélanésiens, les Bamilékés du Cameroun). « Tribu » s'oppose à « État » (caractérisé, selon S. F. Nadel, par un gouvernement centralisé, la souveraineté territoriale, un corps administratif spécialisé, le monopole de l'emploi légitime de la force).
Comme exemples de sociétés tribales, on peut citer « les Bantou, les Nilotiques, les Nigritiens et Soudanais, et aussi les Todas de l'Inde, les Sakei de Sumatra (en) ».

## Approche évolutionniste
Quelques-uns des ouvrages de référence pour l'anthropologie : Le Droit Maternel de Johann Jakob Bachofen (1861), ou « La société archaïque » de Lewis Henry Morgan (Ancient Society, 1877) ont été publiés au cours de la seconde moitié du XIXe siècle. Ces auteurs proposaient un modèle évolutionniste avec lequel ils s'efforçaient de comprendre l'origine des sociétés humaines. Bien que leurs conclusions sur les formes de société primitives divergent, ils s'accordent avec Auguste Comte pour voir dans la famille l'origine des sociétés. Pour la description des structures sociales et politiques chez les peuples dits primitifs, ils ont emprunté leurs concepts politiques à leur connaissance des sociétés antiques. Indépendamment, donc, du fait de voir l'origine de l'organisation sociale dans un patriarcat facilement reconnaissable, ou au contraire une filiation matrilinéaire perceptible à l'état de traces, l'hypothèse d'une origine commune unique (unilinéaire) s'est avérée décisive.
Chez Theodor Mommsen (Histoire romaine, 1854–56), le mot latin gens désigne encore un groupement par la parenté de sang, où la filiation en ligne directe implique des relations juridiques précises. Les gentes forment, de ce point de vue, la définition du fonctionnement tribal. Ce n'est qu'ensuite qu'on s'est aperçu que les gentes romaines s'enrichissaient de bien d'autres aspects relevant de la coutume, dont la somme fournit le modèle d'une société. Pour Henry Sumner Maine (Ancient Law, 1861) et d'autres auteurs, les structures sociales ne peuvent reposer uniquement sur les relations de parenté primitive ou la reproduction biologique : il sut discerner le rôle d'une parenté quasi-fictive, qui ne reposait que sur une tradition communément reconnue. Ces auteurs croyaient pouvoir retrouver chez les peuples indigènes les racines originelles de l'ordre étatique, et être fondés, par cela même, à reprendre la terminologie des sociétés de la Méditerranée antique.
Le développement du modèle évolutionniste de la parenté était contemporain du colonialisme européen. Dans les pays placés sous leur autorité, les gouverneurs ont souvent eu recours à la méthode de l’indirect rule, consistant à s'appuyer sur les structures hiérarchiques préexistantes : anciens des tribus, ou chefs détenant une autorité locale. Bien des collaborateurs indigènes, dans la mesure où ils pouvaient se réclamer d'un pouvoir central, en tirèrent une autorité étendue. L'unité culturelle des tribus, devenues entités reconnues par un état colonial, s'en trouva souvent renforcée.
Les théories de l'Évolution ramifiée, apparues au milieu du XXe siècle, ont relativisé la représentation unilinéaire des sociétés tribales, en montrant l'impact des facteurs économiques et environnementaux sur les cultures. Julian Steward (1902–1972) dans son essai intitulé Cultural Ecology (Écologie culturelle), a notamment mis en évidence l'impact décisif du milieu sur le développement d'une société. Son disciple Elman Service (Primitive Social Organization: An Evolutionary Perspective, 1962) a régénéré le modèle évolutionniste par une argumentation nouvelle, et reconnu quatre degrés d'organisation politique : les sociétés claniques (groupes non-hiérarchisés, vaguement divisés en clans), sociétés tribales (aux structures hiérarchiques formalisées, existence d'un conseil des Anciens), les chefferies (société hiérarchisée organisée par liens de parenté) et état (structure hiérarchique centralisée, avec spécialisation des rôles).

## Point de vue fonctionnaliste
La conception anthropologique de la parenté comme fondement d'une société s'est maintenue par-delà les critiques dont les théories évolutionnistes ont été la cible, et après qu'elles eurent été supplantées par le modèle synchronique de l’Anthropologie fonctionnaliste. Les fonctionnalistes dénonçaient les interprétations psychologisantes qui avaient eu cours jusque-là, et tentèrent d'établir des lois générales à partir d'observations individuelles. Ses principaux représentants furent Bronisław Malinowski (« Les Argonautes du Pacifique occidental », 1922), Alfred Radcliffe-Brown (Andaman Islanders, 1922) et E. Evans-Pritchard. Dans son introduction à l'anthropologie « Systèmes politiques africains » (co-écrite avec Meyer Fortes en 1940), ce dernier a comparé deux catégories sociales d'Afrique. Il ne s'y intéresse pas tant aux conséquences historiques qu'à la coexistence de sociétés centralisées et segmentaires, fondées toutes deux sur les liens de parenté. Evans-Pritchard a montré la force intégratrice des tribus (lignages) affranchies de toute hiérarchie politique, chez les Nuer du Soudan et les Zandé ; son collègue Godfrey Lienhardt a étudié simultanément l'ethnie des Dinka. La tribu ne se résume pas à un groupe lié par la parenté et exerçant sa souveraineté sur un territoire déterminé ; selon Evans-Pritchard, le comportement de groupe des peuples pastoraux repose fondamentalement sur la nécessité économique, l'obligation de combattre les groupes voisins pour l'exploitation des prairies ; Lienhardt insiste sur l'importance des rituels dans ces affrontements pour l'accès aux ressources naturelles. Tous deux décrivent le rôle politique de la tribu en tant que force de combat, qui exige la cohésion de ses membres.

## Point de vue primordialiste
Le Primordialisme voit dans l'individu le produit de traditions indissolublement liées, et depuis la nuit des temps, à un groupe d'êtres humains. Indépendamment des circonstances ou du contexte géographique, l'appartenance ethnique de l'individu à un groupe, considérée comme une donnée intemporelle, est perceptible de tout observateur extérieur. Les éléments constitutifs d'une tradition sont les relations de parenté, les caractéristiques physiologiques, une langue et une histoire communes. L'appartenance ethnique résulte de l'examen de ces critères objectifs, considérés quasiment comme des données naturelles. Parmi les principaux représentant du courant sociobiologique du Primordialisme strict, on compte Pierre L. van den Berghe et Richard Dawkins (1941), qui assignent aux différentes ethnies une origine génétique.
Les conséquences culturo-historiques de l'ethnicité ont aussi été étudiées par l’anthropologue américain des cultures Clifford Geertz, qui a mené des campagnes de terrain dans la ville marocaine de Sefrou dans les années 1960 et 1970. Simultanément, son rival Ernest Gellner voyait, lui aussi au Maroc, un modèle d'organisation tribale segmentaire. Gellner n'accordait qu'une importance très secondaire à l'hérédité proprement dite (la descendance unilinéaire en tant que fondement de la tribu) : sa théorie est un prolongement du concept de segmentation qu’Evans-Pritchard avait développé en observant les pratiques sociales des Nuer du Soudan. Une de ses conclusions est que l’idéologie des tribus fermées ne repose pas sur des critères matériels, mais sur une convention arrêtée entre membres de la tribu, qui n'explique qu'une partie des rapports réels entre les individus.

## Critique du concept de «tribu»
Le concept de « tribu » a été principalement dénoncé comme flou : cette imprécision tient aux limites obscures entre peuple, clan et ethnie. Morton Fried, auteur de la première étude d'une société chinoise (Fabric of Chinese Society. A Study of the Social Life of a Chinese County Seat, 1967), énumère dans The Notion of Tribe (1975) les différentes significations de ce mot : groupe linguistique, entité familiale, culturelle, économique ou politique. Sa position extrême consiste à poser que les définitions du mot tribu recouvrent des conceptions anthopologiques lâches recouvrant des phénomènes sociaux secondaires subordonnés aux institutions d'un état. Cela donne de la tribu une image romantique, teintée du mythe du bon sauvage. Fried estime que le concept de tribu est inutilisable dans les débats de politique sociale, sans toutefois parvenir à lui proposer un remplaçant.
Vers le milieu des années 1960, l'opposition de la tribu traditionnelle à l'État moderne fut de plus en plus critiquée : le mot tribu en vint à être banni de l'anthropologie, comme trop marqué idéologiquement. On tenta de lui en substituer un autre (du genre « société tribale ») pour intégrer les faits de coutume. C'était la résonance du mot tribu en tant qu'organisation sociale primitive qui rebutait, car elle évoquait sans cesse le darwinisme social.
La critique sociologique du mot tenait à son emploi courant à l'époque des colonies. L'instauration de chefs de villages là où, antérieurement, aucune hiérarchie de ce genre n'existait, a particulièrement concerné l'Afrique. Des individus qui n'étaient pour les villages que d'éphémères intercesseurs, et dont l'audience était géographiquement limitée, se sont trouvés investis de pouvoirs spéciaux par l'administration coloniale, ce qui a déclenché des tensions entre groupes indigènes. Ainsi, le Maroc s'était trouvé en 1912 placé par convention sous le régime du Protectorat français du Maroc. Les Berbères de l’Atlas bénéficièrent alors d'une préséance reconnue sur la population arabe majoritaire, que l'adoption du dahir berbère (« décret Berbère ») a confirmée en 1930 : l'objectif était de pacifier les populations berbères, en lutte constante contre l'autorité française, en les assimilant par voie juridique. La responsabilité des conflits sociaux affectant plusieurs États africains devenus indépendants fut attribuée à la persistance d'identités tribales précoloniales, vivifiées par les puissances coloniales pour leur propre bénéfice. Le mot tribalisme résume tous ces méfaits.
Du point de vue marxiste adopté par Maurice Godelier dans les années 1970, le problème fondamental paraissait être le poids à accorder aux liens de parenté dans la genèse des sociétés humaines. Il rechercha quelles superstructures expliquaient les relations sociales, et comment leur substituer un concept néo-structuraliste.
Finalement, le mot tribu disparut du débat socio-politique, alors que les médias continuaient de l'employer dans son acception traditionnelle, non exempte de préjugés, pour expliquer toutes les crises économiques et les problèmes de corruption affectant le Tiers-Monde, notamment le Printemps arabe depuis 2011.

## Une réalité vivante
Dans le débat anthropologique sur les origines et les étapes de développement des sociétés, non seulement le concept de tribu est imprécis et chargé idéologiquement, mais la délimitation d'entités sociales est parfois problématique. L'emploi du concept d'ethnicité n'est pas moins sujet à ces subtilités. Dans chaque cas il faut s'interroger sur les délimitations reconnues par le groupe lui-même, et l'identité collective qu'il affirme en considérant des individus comme étrangers. L'ethnicité désigne les entités culturelles en tant que processus de développement à l'intérieur d'une tradition, dont elle constitue le cadre spécifique.
La description de certaines formes de société locales comme « tribus » renferme toutefois, comme naguère, une signification non-équivoque pour de nombreux spécialistes. L'emploi de ce terme pour désigner entre autres des sociétés islamiques d'Afrique du Nord et du Proche Orient, d’Asie du sud et pour les Amérindiens, est significatif. Le mot « tribus » au sens de groupes sociaux distincts, qui se définissent le plus souvent par une filiation patriarcale avec un ancêtre commun, permet de traduire des expressions que l'on rencontre dans les langues vernaculaires : l’arabe qabīla ou ʿašīra (d’où le turc aşiret, eşiret en kurde), il, en turc, en persan et taïfa dans plusieurs langues turques. Les hommes se reconnaissent comme membres d'une tribu, à laquelle ils se sentent liés, par leur origine, d'un point de vue à la fois culturel, religieux et politique. Pour comprendre l'évolution historique, qui mène une société tribale à former un état ou, à rebours, un état à se désagréger en tribus, il faut, par delà les revendications d'appartenance des sujets, disposer d'un cadre théorique.
Les tribus existent depuis des siècles, qui définissent leur identité collective par des critères concrets. L'autorité d'une tribu suffit souvent à imposer sur son territoire un socle commun de valeurs qui relativisent les lois de l'état ; au contraire, si l'état applique le principe de l’indirect rule, il pourra généralement compter sur la coopération des anciens de la communauté. La province pakistanaise du Bélouchistan est un exemple contemporain classique de gouvernement tribal. En dépit d'une urbanisation croissante, l'influence des tribus s'est sans cesse accrue depuis les années 1980 dans les régions kurdes de Turquie et d'Irak.
En Afrique du Nord et au Proche-Orient, où les populations sont très majoritairement islamiques, les individus se réclamant d'une « tribu » sont dans la plupart des cas des Musulmans, car les minorités chrétiennes s'y divisent au contraire en d'innombrables sectes. Mais les prétentions de l'Islam à l'hégémonie politique et religieuse universelle ne peuvent s'accommoder de l'aspiration des tribus à la moindre autonomie politique : c'est pourquoi des communautés islamiques aussi fondamentalistes que les Pachtounes du Pakistan et d’Afghanistan ont dû concilier leur identité tribale avec les exigences de leur religion et notamment, concilier leur droit coutumier avec la charia, mais l'adaptation vaut aussi pour bien d'autres aspects de la vie en société. À bien des égards, l'Islam montre ici ses capacités d'intégration, son pragmatisme et sa souplesse.
En ethnologie contemporaine (depuis 2000), selon Jared Diamond, une bande réunit quelques dizaines d'individus, une tribu quelques centaines (à partir de 13000 AEC), une chefferie quelques milliers (à partir de 6500 AEC), un État quelques dizaines de milliers (à partir de 3400 AEC).

## Tribus historiques
L’intérêt pour les sociétés de l’Antiquité classique s'est avéré fondamental pour le développement des connaissances anthropologiques au XIXe siècle.

### Grèce antique
Dans la Grèce antique, la phylè était une subdivision du peuple. Les Grecs désignaient par genos (Pl. genē) un groupe de parents, et par phratrie une entité sociale plus large, groupant les hommes se réclamant d'un ancêtre commun. Leur hiérarchie sociale comprend ainsi le genos (race, famille), la phratrie (ou trittye) subdivision de la phylè, elle-même composante de l'Ethnos (peuple). La genè était en principe endogame : les mariages ne se faisaient pas avec toute la tribu. Il est vrai qu'à l'origine, le concept de genē était d'essence aristocratique puisqu'il ne concernait pas tous les hommes vivant sur le territoire, mais seulement les eupatridès ; et elle avait également un sens pour l'organisation militaire : dans l’Iliade (livre 2, vers 362), Nestor recommande : « L’avis que je te donne ici n'est pas à rejeter, Agamemnon. Groupe tes gens par pays et par clan, pour que le clan s’appuie au clan, le pays au pays. » La population grecque de l’Attique comportait quatre tribus formées chacune de trois phratries et de trente genē. Ces tribus faisaient remonter leur origine à un héros éponyme (évhémérisme), tout en étant dotées de prérogatives politiques et administratives précises : au conseil des 400, chaque tribu déléguait 100 députés. Il est clair que l'individu n’appartenant à aucune tribu n'avait aucun droit politique. Après la réforme de Clisthène, la tribu ne joua plus aucun rôle politique, puisque Clisthène avait divisé l'Attique en dèmes, entités politiques fédératives uniques. Dix de ces dèmes étaient, il est vrai, encore assignés à une tribu, mais dont la signification était uniquement géographique (le lieu d'habitation du citoyen) et ne reflétait plus l'origine familiale ni même un choix personnel. Chaque tribu élisait un phylarque (chef de tribu), un stratège et un taxiarque, devait fournir cinq vaisseaux à la flotte de guerre et déléguait 50 de ses membres à la boulè. Ces tribus conservaient tout de même leur héros éponyme dont elles célébraient le culte.

### Rome antique
À Rome, les gentes étaient elles aussi subordonnées à des tribus. Selon la légende, Rome aurait été fondée par une tribu mixte latino-sabellique, comprenant une centaine de gentes. Les gentes, groupées par dizaine, formaient une curia, souvent comparée à la Phratrie grecque. Le Sénat était composé de représentants éminents de ces 300 gentes. Après la réforme de Servius Tullius, de nouvelles gentes furent formées, au statut politique affirmé, sans toutefois rompre avec les liens de familiarité ; elles étaient organisées en :
- quatre tribus urbaines (Palatina, Collina, Suburana, Esquilina) ;
- 17 tribus rurales (portées à 31 au IIIe siècle av. J.-C.).

Dans chaque cas, que ce soit pour la réforme de Clisthène ou la création des curies, la réorganisation d'une société tribale débouche sur la formation d'un État.

#### Notions
- Famille, Clan, Ethnie, Peuple, Nation, État
- Société lignagère, Société segmentaire, Système à maison
- Conscience collective
- Ethnonyme (Endonymie, Exonymie, Autoethnonyme)
- Peuple autochtone, Allochtone, Indigène
- Autochtones d'Amérique, Autochtones du Canada, Ayllu
- Caste, Castes en Inde, Classe sociale
- Tribus kurdes

#### Études théoriques
- Études postcoloniales, Études décoloniales, Guerres de l'histoire

#### Droit international
- Droit des peuples autochtones, Déclaration des droits des peuples autochtones
- Colonialisme, Colonisation, Décolonisation, Néocolonialisme, Droit des peuples à disposer d'eux-mêmes
- Anthropologie juridique, Coutume, Savoirs traditionnels

#### Droit
- Anthropologie juridique
- Tradition orale, Savoirs traditionnels
- Terra nullius, Doctrine de la découverte
- Génocide en droit pénal français

#### Listes
- Liste des groupes ethniques d'Afrique
- Liste des peuples indigènes des Amériques
- Liste des tribus amérindiennes